# Mrtvé rameno Labe v Polabinách
Mrtvé rameno Labe v Polabinách je původní meandr řeky Labe v Pardubicích, v části Polabiny. Protíná jej ulice Hradecká (silnice II/324). Vzniklo při regulaci toku na začátku 20. století. Mrtvé rameno podkovovitého tvaru má celkovou délku 1152 m.
Od svého vzniku procházelo procesem samovolného zazemňování. Revitalizace mrtvého ramene byla realizována v rámci dotačního titulu SFŽP s cílem obnovení průtoku vody. Práce spočívaly především v odtěžení sedimentů z koryta mrtvého ramene a v současném vybudování přívodního a odpadního potrubí zajišťujícím průtok vody ramenem. Akce s rozpočtovanými náklady cca 19 milionů Kč proběhla v období od června 2014 do září 2015. V rámci revitalizace bylo celkem odtěženo cca 20 000 m³ sedimentů.

## Galerie

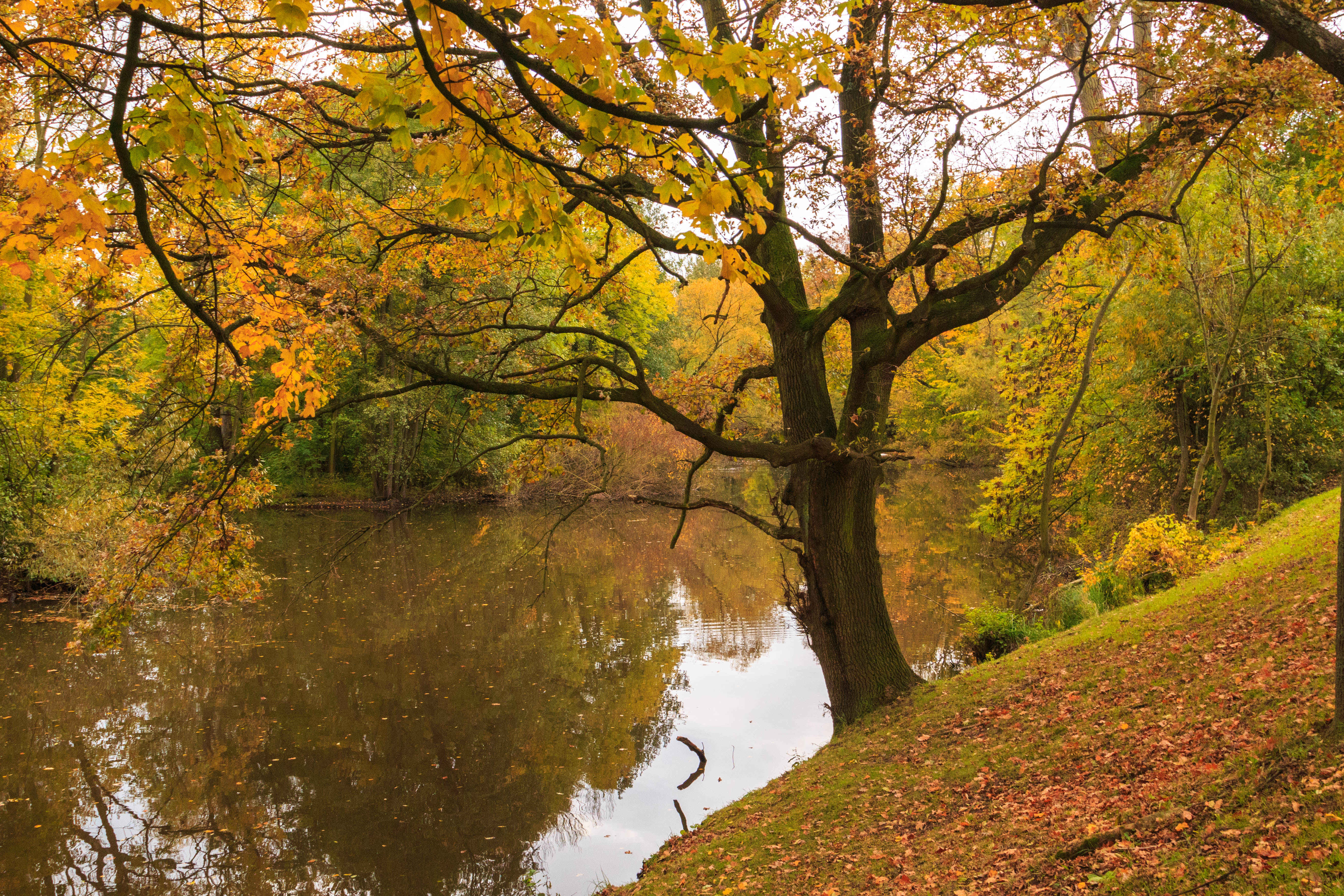
Revitalizované mrtvé rameno Labe v Polabinách
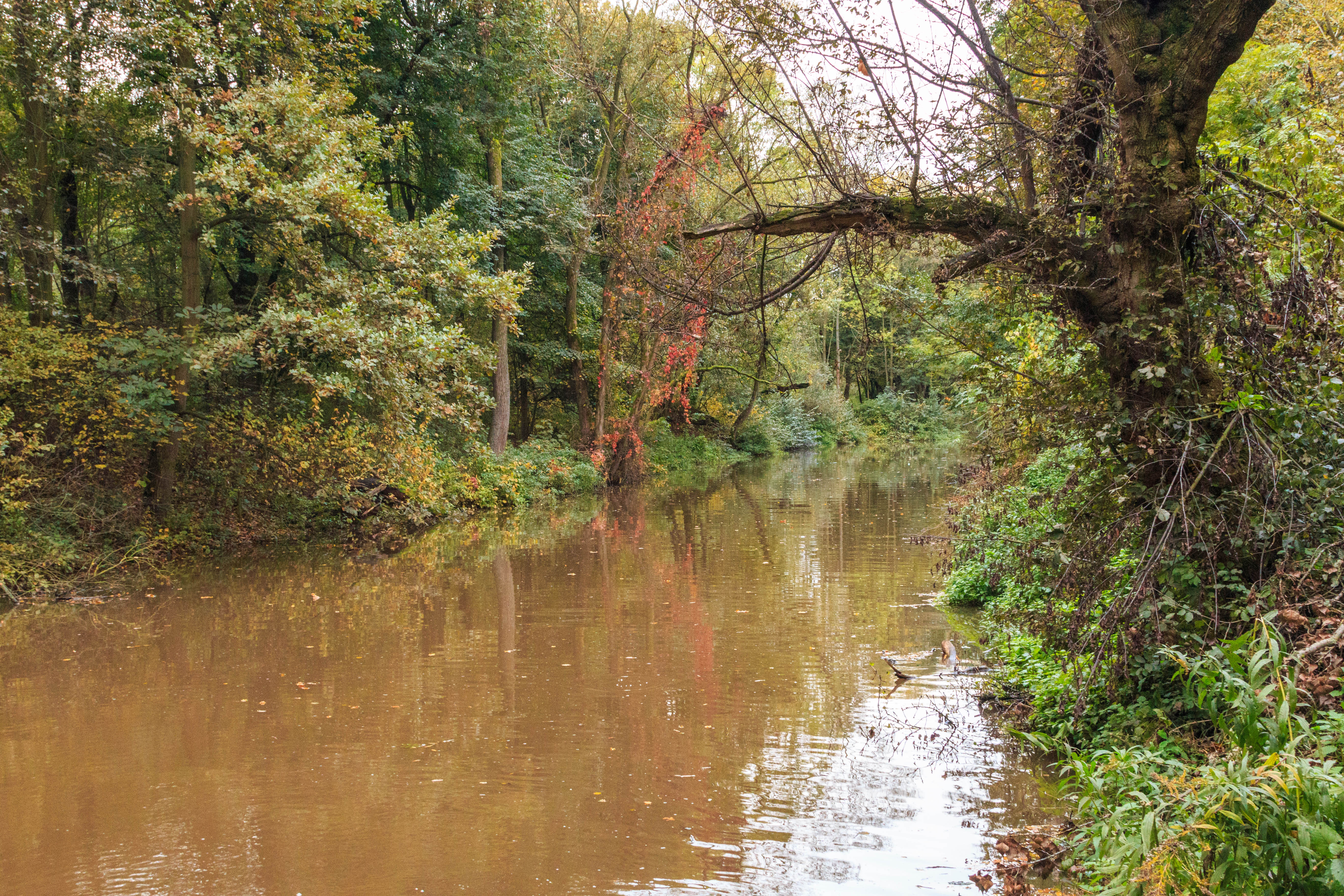
Revitalizované mrtvé rameno Labe v Polabinách
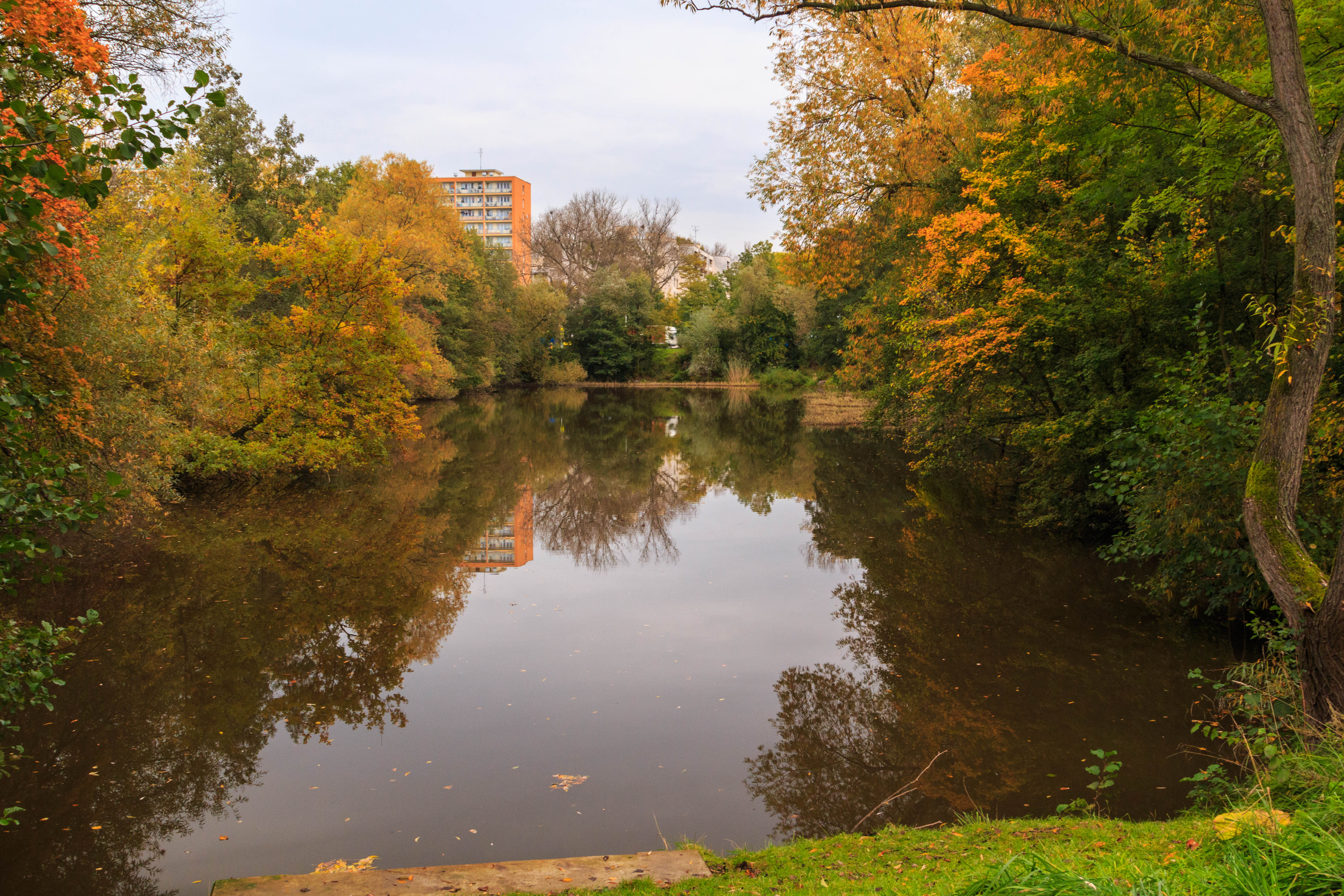
Revitalizované mrtvé rameno Labe v Polabinách